# Frank Séchehaye
Frank Séchehaye (Genf, 1907. november 3. – Lausanne, 1982. február 13.) svájci labdarúgókapus.